# 列尔格
列尔格（法語：Liergues，法語發音：[ljɛʁɡ]）是法国罗讷省的一个旧市镇，属于索恩河畔自由城区。2017年，列尔格与市镇普伊勒莫尼亚勒合并为新市镇金石门镇。

## 地理
列尔格（45°58'11"N, 4°39'51"E）面积5.32 平方千米，位于法国奥弗涅-罗讷-阿尔卑斯大区罗讷省，该省份为法国中东部省份，北起顺时针与索恩-卢瓦尔省、安省、里昂大都会、伊泽尔省和卢瓦尔省接壤。
与列尔格接壤的市镇（或旧市镇、城区）包括：拉斯纳、波米耶、普伊勒莫尼亚勒、泰泽、格莱泽、雅尔尼乌。
列尔格的时区为UTC+01:00、UTC+02:00（夏令时）。

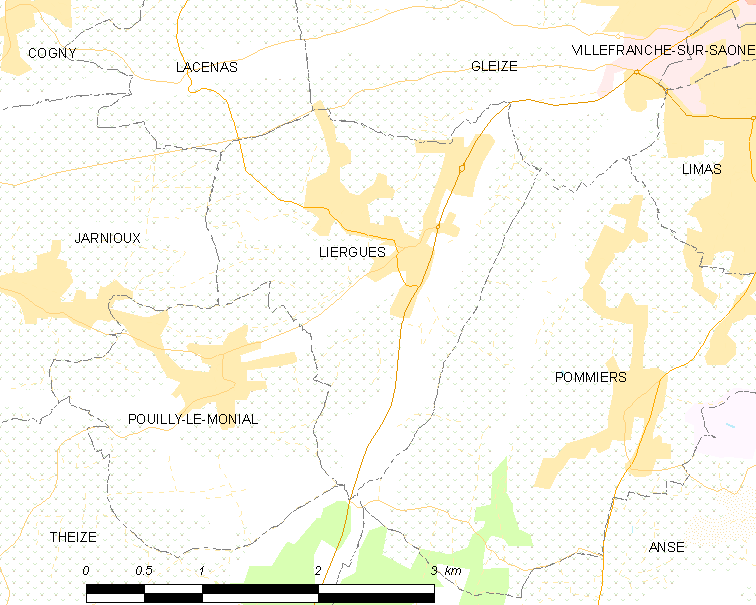
列尔格的OSM定位图

## 行政
列尔格的邮政编码为69400，INSEE市镇编码为69114。

## 政治
列尔格所属的省级选区为瓦勒德万县。

## 人口

1962-2008年间列尔格人口变化图示

列尔格于2018年1月1日时的人口数量为2147人。